# Iru
Iru je vesnice v estonském kraji Harjumaa, samosprávně patřící do obce Jõelähtme.
Vesnice leží na dolním toku Pirity mezi Tallinnem a Maardu. Na území obce se nachází významné prehistorické hradiště (Iru linnamägi) a tepelná elektrárna (Iru soojuselektrijaam), zásobující Tallinn teplou vodou.